# Gus Huxford
Augustus Thomas Huxford (29 tháng 7 năm 1889 - 1961) là một cầu thủ bóng đá chuyên nghiệp người Anh thi đấu ở vị trí tiền vệ cánh.